# Xian de Hefeng
Le xian de Hefeng (鹤峰县 ; pinyin : Hèfēng Xiàn) est un district administratif de la province du Hubei en Chine. Il est placé sous la juridiction de la préfecture autonome tujia et miao d'Enshi.

## Démographie
La population du district était de 220 538 habitants en 1999.